# Szabó Szilvia
Szabó Szilvia (Budapest, 1978. október 24. –) háromszoros olimpiai ezüstérmes, tizenháromszoros világbajnok, kilencszeres Európa-bajnok magyar kajakozó.

## Pályafutása
Szabó Szilvia 1989-ben kezdett el kajakozni az Újpesti Dózsában. Részt vett az ifjúsági kajak-kenu versenyeken, melyek során Európa-bajnoki címet is ünnepelhetett. Felnőtt versenyeken 1997-ben indult először, a Dartmouthban rendezett világbajnokságon K4-ben 500 méteren ezüstérmet szerzett. A 2000-es sydney-i olimpián K2 500 és K4 500, valamint a 2004-es athéni olimpián szintén K4 500 méteren szerzett ezüstérmet. Sportpályafutását 2006-ban fejezte be, akkor kezdett el dolgozni (2006-tól 2018 októberéig )a Magyar Kajak-Kenu Szövetség Marketing vezetőjeként. 2018-ban saját vállalkozást indított, az Angel Wedding esküvői szertartásvezetőjeként és esküvőszervezőjeként segíti a párokat a tökéletes esküvő megszervezésében. 2022 szeptemberében újra a sport került előtérbe az életében, hiszen korábbi páros társa Bóta Kinga megkeresésére a BOM Alapítvány operatív és kommunikációs igazgatójaként dolgozik. A Berzeviczy Albert Tanulmányi Ösztöndíjprogramon keresztül azokat a sportolókat támogatják, akik fontosnak tartják azt, hogy a sportkarrier mellett tanulmányokat is végezzenek, valamint segítik őket abban is, hogy amikor eljön a sportkarrier vége, akkor találjanak új kihívást az életben.   